# Уотт, Роберт
Роберт Макдональд «Боб» Уотт (англ. Robert McDonald "Bob" Watt; 24 июня 1927 — 11 мая 2010) — канадский хоккеист, олимпийский чемпион зимних Олимпийских игр в Осло (1952).
Родился в семье банковского менеджера. Дебютировал на международном уровне в сезоне 1949—1950 гг., когда сборная Канады, представленная игроками «Эдмонтон Мекуриз», завоевала «золото» на чемпионате мира в Лондоне (1950). На олимпийском турнире в Осло в составе национальной сборной поднялся на высшую ступень пьедестала, в восьми проведенных матчах забил три шайбы.
В 1968 г. его имя было занесено в Зал спортивной славы провинции Альберта.